# 鷹巣 (北秋田市)
鷹巣（たかのす）は、秋田県北秋田市鷹巣地域にある大字。郵便番号は018-3331、平崎上岱（南鷹巣）は018-3332。
また、北秋田市誕生前の鷹巣町全域としてや、住居表示区域と大字鷹巣区域を合わせた旧鷹巣村の地域としても使われる。本項では、大字鷹巣について記述する。

## 地理
鷹巣盆地の北部中央、北秋田市中心市街地の西側と南側一帯に位置する。平崎上岱（南鷹巣）は、米代川左岸にあり、脇神地区を通らなければ行くことができない。
東中岱周辺は、公共施設が多く設置されていて、平成元年に秋田内陸線の西鷹巣駅が開業、平成21年には西鷹巣大橋が完成し、都市計画道路 太田川口線が開通した。東の舟見町周辺は住宅地、南鷹巣地区には、北秋田市最大の市営団地がある。西側は、耕地整理された平坦な田園風景が残っている。
北東を東西にJR奥羽本線が、中央を南北に秋田内陸線が通過し、北端を綴子川が、南を米代川が流れる。
北は綴子、東は元町・大町・米代町・東横町・宮前町・伊勢町・栄、南は脇神、西は坊沢に隣接する。
北北西から望む大字鷹巣の中岱地区

### 河川
- 米代川

### 小字
以下の小字が存在する。振り仮名を併記した。
- 愛宕下 アタゴシタ
- 帰道 カエリミチ
- 上家下 カミイエシタ
- 北家後 キタイエウシロ
- 北中家下 キタナカイエシタ
- 北畑鋒 キタハタホコ
- 北三ツ谷岱 キタミツヤタイ
- 吉内鳥屋 キチナイトリヤ
- 小中岱 コナカタイ
- 小沼 コヌマ
- 下家下 シモイエシタ
- 中畑鋒 ナカハタホコ
- 西石ノ巻 ニシイシノマキ
- 西上綱 ニシウワツナ
- 西大柳岱 ニシオオヤナギタイ
- 西中岱 ニシナカタイ
- 西屋敷 ニシヤシキ
- 東石巻 ヒガシイシノマキ
- 東上綱 ヒガシウワツナ
- 東大柳岱 ヒガシオオヤナギタイ
- 東中岱 ヒガシナカタイ
- 平崎上岱 ヒラサキカミタイ
- 古川敷 フルカワシキ
- 細田 ホソダ
- 堀場 ホリバ
- 南中家下 ミナミナカイエシタ
- 南畑鋒 ミナミハタホコ
- 南三ツ谷岱 ミナミミツヤタイ
- 本屋敷 モトヤシキ

### 通称名
大字鷹巣に存在する通称名は以下の通りである。
- 平成町
- 幸町
- 内幸町
- 舟見町
- 新舟見町
- 南鷹巣

## 歴史

### 沿革
- 1681年（天和元年） - 鷹巣村の独立が正式に承認される。
- 1878年（明治11年）12月23日 - 郡区町村編制法が秋田県で施行され、北秋田郡が発足し、郡役所が鷹巣村に置かれた。
- 1889年（明治22年）4月1日 - 町村制の施行により鷹巣村が発足。
- 1900年（明治33年）
  - 6月5日 - 鷹巣村が町制施行し、鷹巣町が発足。
  - 10月7日 - 官設鉄道の奥羽北線鷹ノ巣駅が開業。
- 1934年（昭和9年）12月10日 - 国鉄阿仁合線として鷹ノ巣～米内沢間が開業。
- 1947年（昭和22年）7月22日・23日 - 米代川右岸堤防決壊。舟見町全域が浸水する。
- 1950年（昭和25年）
  - 6月1日 - 鷹巣町大火、焼失世帯705世帯（全世帯1,545）[5]。
  - 南鷹巣に町営住宅建設始まる。
- 1951年（昭和26年） - 沢口村脇神字平崎上岱と平崎の南鷹巣地域が鷹巣町に編入。
- 1955年（昭和30年）4月1日 - 鷹巣町・栄村・坊沢村・沢口村・七座村が合併し、新鷹巣町が発足。大字鷹巣が成立する[6]。
- 1970年（昭和45年）- 下家下に鷹巣警察署新築。
- 1971年（昭和46年）- 東中岱に北秋田地方総合庁舎（現・地域振興局）が移転。
- 1973年（昭和48年）10月 - 東中岱に県内2番目の大きさの圏民体育館（現・鷹巣体育館）が完成。
- 1977年（昭和52年）
  - 新舟見町自治会創立。
  - 9月29日 - 県内2番目の屋内プール「鷹巣勤労者体育センター」の落成式を行う。
- 1978年（昭和53年）
  - 3月20日 - 北中家下に鷹巣阿仁広域市町村圏組合消防本部・消防署庁舎が完成。
  - 8月 - 東中岱・西中岱の一部世帯で構成する幸町町内会設立。

住居表示実施後
- 1981年（昭和56年）10月1日 - 鷹巣中心部の住居表示実施区域が大字鷹巣から外れる[7] 。
- 1983年（昭和58年）
  - 6月1日 - 中岱地区に内幸町が誕生[8]
  - 8月20日 - 鷹巣体育館南東側の南中家下に、宮前町から鷹巣小学校が移転し竣工式を行う。
- 1989年（平成元年）4月1日 - 秋田内陸縦貫鉄道 西鷹巣駅開業。
- 1990年（平成2年）4月16日 - 西上綱が平成町に改名。
- 1997年（平成9年）６月 - 5階建の雇用促進住宅「サンコーポラスなかたい」（現・市営住宅）完成。
- 2002年（平成14年）1月18日 - 東中岱に、花園町から大館公共職業安定所 鷹巣出張所が移転、落成式を行う。
- 2006年（平成18年）6月3日 - 通年型の北秋田市民プールがオープンする。
- 2009年（平成21年）9月26日 - 西鷹巣大橋が完成し、主要地方道 鷹巣川井堂川線・都市計画道路 太田川口線の開通式が行われる[9]。

### 字域の変遷
都市計画実施に伴う変更
鷹巣町大火後、消失区域が都市計画区域に指定され、第一次事業として昭和25年8月1日より昭和27年度まで、火災復興土地区画整理事業に着手し、3つの字が新設された。引続き第二次事業として、昭和28年度から消失区域外の東南部の区画整理に着手し、昭和32年に現在の街並みが整った。
以下はすべて、鷹巣町大火後の都市計画実施に伴う変更。実施前の各字ともその一部。
| 実施後   | 実施前   |
| -------- | -------- |
| 字東鷹巣 | 字南家後 |
| 字東鷹巣 | 字西塚岱 |
| 字東鷹巣 | 字寺後   |
| 字東鷹巣 | 字寺東   |
| 字東鷹巣 | 字北家後 |
| 字西鷹巣 | 字西屋敷 |
| 字西鷹巣 | 字南家後 |
| 字西鷹巣 | 字北家後 |
| 字北鷹巣 | 字寺後   |
| 字北鷹巣 | 字寺東   |
| 字北鷹巣 | 字北家後 |
| 字北鷹巣 | 字北塚岱 |
| 字北鷹巣 | 字西塚岱 |
| 字北鷹巣 | 字南家後 |

住居表示実施に伴う変更
鷹巣中心部に、太平町・福住町などの通称名が28、東鷹巣・北家後などの字区域名が18あり、これを整理して11の町割りとし、住居表示に関する法律に基いて住居表示が実施され、「住居表示」実施区域が大字鷹巣から外れる。
以下はすべて、1981年10月1日に鷹巣中心部で行われた住居表示実施に伴う変更
太字は残存した字
| 実施後（町） | 実施前（字）       |
| ------------ | ------------------ |
| 元町         | 字西屋敷（一部）   |
| 元町         | 字北家後（一部）   |
| 元町         | 字西鷹巣（一部）   |
| 松葉町       | 字北家後（一部）   |
| 松葉町       | 字西塚岱（一部）   |
| 松葉町       | 字北鷹巣（一部）   |
| 材木町       | 綴子字古関（一部） |
| 材木町       | 字西塚岱（一部）   |
| 材木町       | 字北塚岱（全域）   |
| 材木町       | 字太田境（全域）   |
| 材木町       | 字北鷹巣（一部）   |
| 大町         | 字西鷹巣（一部）   |
| 大町         | 字西屋敷（一部）   |
| 大町         | 字南家後（一部）   |
| 大町         | 字東屋敷（一部）   |
| 住吉町       | 字北鷹巣（一部）   |
| 住吉町       | 字東鷹巣（一部）   |
| 花園町       | 字北鷹巣（一部）   |
| 花園町       | 字東鷹巣（一部）   |

| 実施後（町） | 実施前（字）         |
| ------------ | -------------------- |
| 旭町         | 字東鷹巣（一部）     |
| 旭町         | 字東塚岱（全域）     |
| 旭町         | 字南塚岱（一部）     |
| 米代町       | 字南家後（一部）     |
| 米代町       | 字寺東（全域）       |
| 米代町       | 字東鷹巣（一部）     |
| 米代町       | 字東屋敷（一部）     |
| 東横町       | 字東鷹巣（一部）     |
| 東横町       | 字東屋敷（一部）     |
| 宮前町       | 字東鷹巣（一部）     |
| 宮前町       | 字南塚岱（一部）     |
| 宮前町       | 字東屋敷（一部）     |
| 宮前町       | 字八幡岱（一部）     |
| 伊勢町       | 字八幡岱（一部）     |
| 伊勢町       | 字伊勢岱（全域）     |
| 伊勢町       | 字大柳岱放添（全域） |
| 伊勢町       | 字愛宕下（一部）     |
| 伊勢町       | 字東大柳岱（一部）   |
| 伊勢町       | 字西石ノ巻（一部）   |

※住居表示実施前に大字鷹巣に存在した町名（通称名）
三吉町・太平町・元新町・北新町・桜木町・仲町・大町・西横町・福住町・松葉町・新松葉町・末広町・西住吉町・東住吉町・栄町・有楽町・材木町・西仲通り・東仲通り・花園町・米代町・学校通り・新旭町・西旭町・東旭町・旭町・東横町・伊勢町・幸町・舟見町・新舟見町・南鷹巣

## 世帯数と人口
2020年（令和2年）10月1日現在の世帯数と人口は以下の通りである。
| 大字 | 世帯数    | 人口     | 人口     | 人口     |
| 大字 | 世帯数    | 男       | 女       | 計       |
| ---- | --------- | -------- | -------- | -------- |
| 鷹巣 | 1,072世帯 | 1,150 人 | 1,218 人 | 2,368 人 |

### 世帯数と人口の変遷
国勢調査による大字鷹巣の世帯数と人口の推移。
| 住居表示実施前     |           |  |  |
| 1955年（昭和30年） | 9,285人   |  |  |
| 1960年（昭和35年） | 9,768人   |  |  |
| 1965年（昭和40年） | 10,279人  |  |  |
| 1970年（昭和45年） | 9,677人   |  |  |
| 1975年（昭和50年） | 9,228人   |  |  |
| 1980年（昭和55年） | 8,838人   |  |  |
| 住居表示実施後     |           |  |  |
| 1995年（平成07年） | 2,451人   |  |  |
| 2000年（平成12年） | 2,593人   |  |  |
| 2005年（平成17年） | 2,480人   |  |  |
| 2010年（平成22年） | 2,478人   |  |  |
| 2015年（平成27年） | 2,416人   |  |  |
| 2020年（令和02年） | 2,368人   |  |  |
| 1995年（平成07年） | 948世帯   |  |  |
| 2000年（平成12年） | 1,055世帯 |  |  |
| 2005年（平成17年） | 1,036世帯 |  |  |
| 2010年（平成22年） | 1,055世帯 |  |  |
| 2015年（平成27年） | 1,028世帯 |  |  |
| 2020年（令和02年） | 1,072世帯 |  |  |

住居表示実施後の出典 - 1995年・2000年・2005年・2010年・2015年・2020年

## 小・中学校の学区
市立小・中学校に通う場合、学区は以下の通りとなる。
| 小字               | 小学校               | 中学校               |                      |
| ------------------ | -------------------- | -------------------- | -------------------- |
| 平崎上岱以外       | 北秋田市立鷹巣小学校 | 北秋田市立鷹巣中学校 | 北秋田市立鷹巣中学校 |
| 平崎上岱（南鷹巣） | 北秋田市立清鷹小学校 | 北秋田市立鷹巣中学校 | 北秋田市立鷹巣中学校 |

## 交通

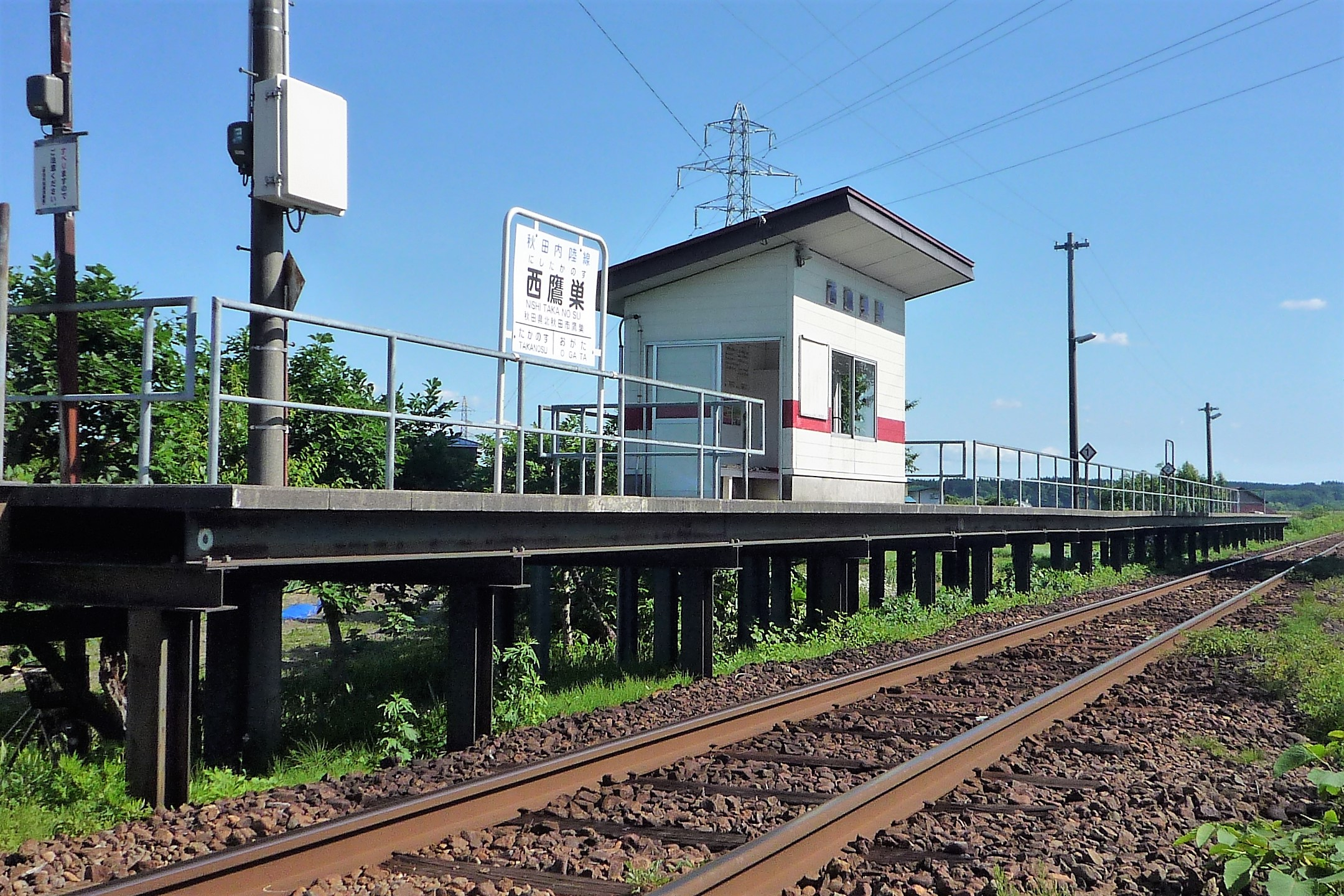
秋田内陸線 西鷹巣駅

### 鉄道
- 秋田内陸縦貫鉄道秋田内陸線・西鷹巣駅

### 道路
- 国道105号 - 東鷹巣橋
- 主要地方道 秋田県道24号鷹巣川井堂川線 - 西鷹巣大橋
- 都市計画道路
  - 太田川口線
  - 駅前陣場岱線 - 鷹巣橋
  - 農林高校中岱線

### バス

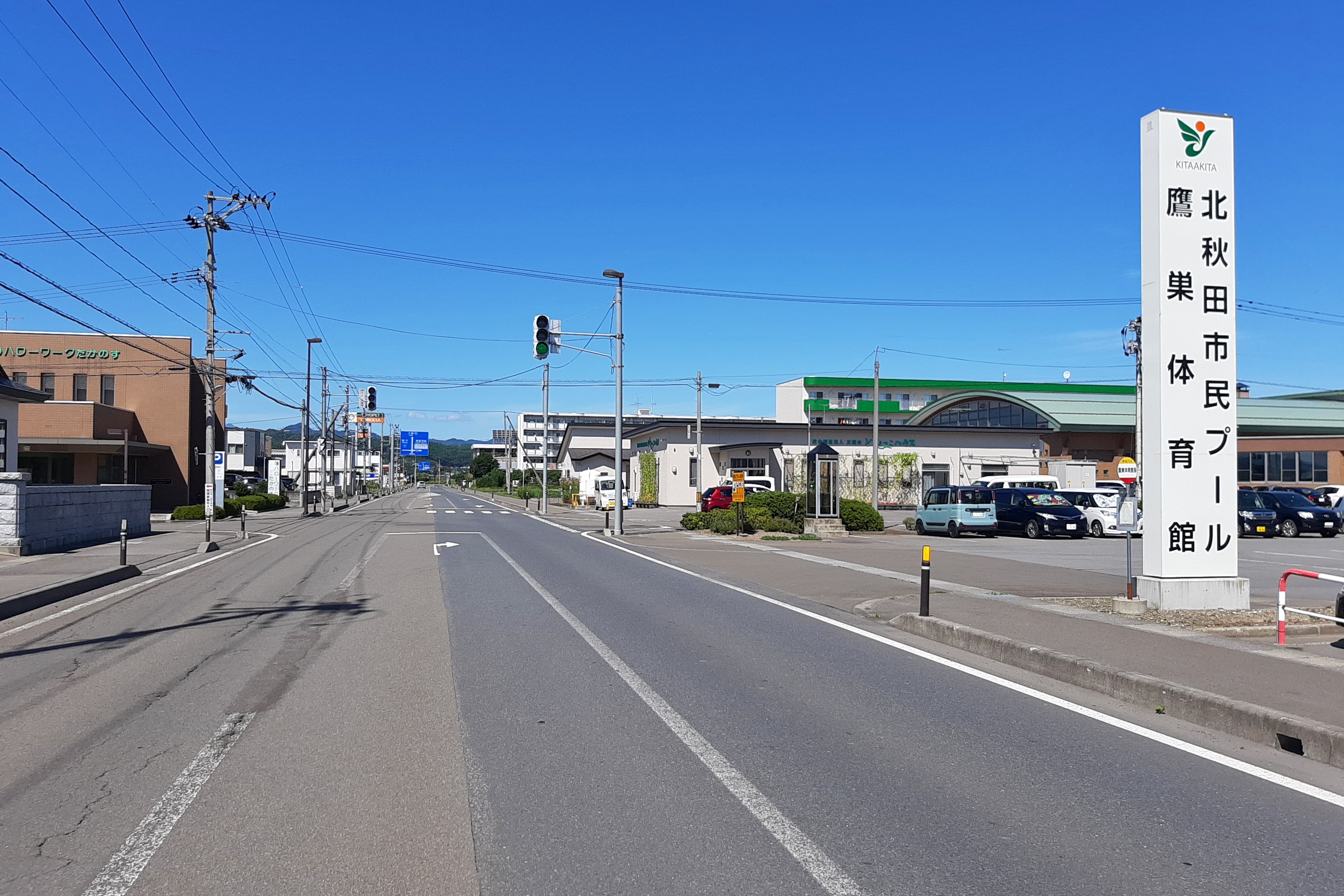
市街地循環バス 鷹巣体育館前バス停周辺

秋北バス・大館能代空港リムジンバス・市街地循環バスが通過する。
バス停
- 路線バス（沖田面・合川線、米内沢・鷹巣・大館線、北秋田市民病院前、米内沢・ダム入口）
  - 舟見町

- 鷹巣市街地循環バス
  - 北秋田振興局前
  - 鷹巣体育館前
  - 本屋敷
  - 南鷹巣団地
  - 舟見町

- 大館能代空港リムジンバス
  - 北秋田振興局前

## 施設
- 北秋田警察署

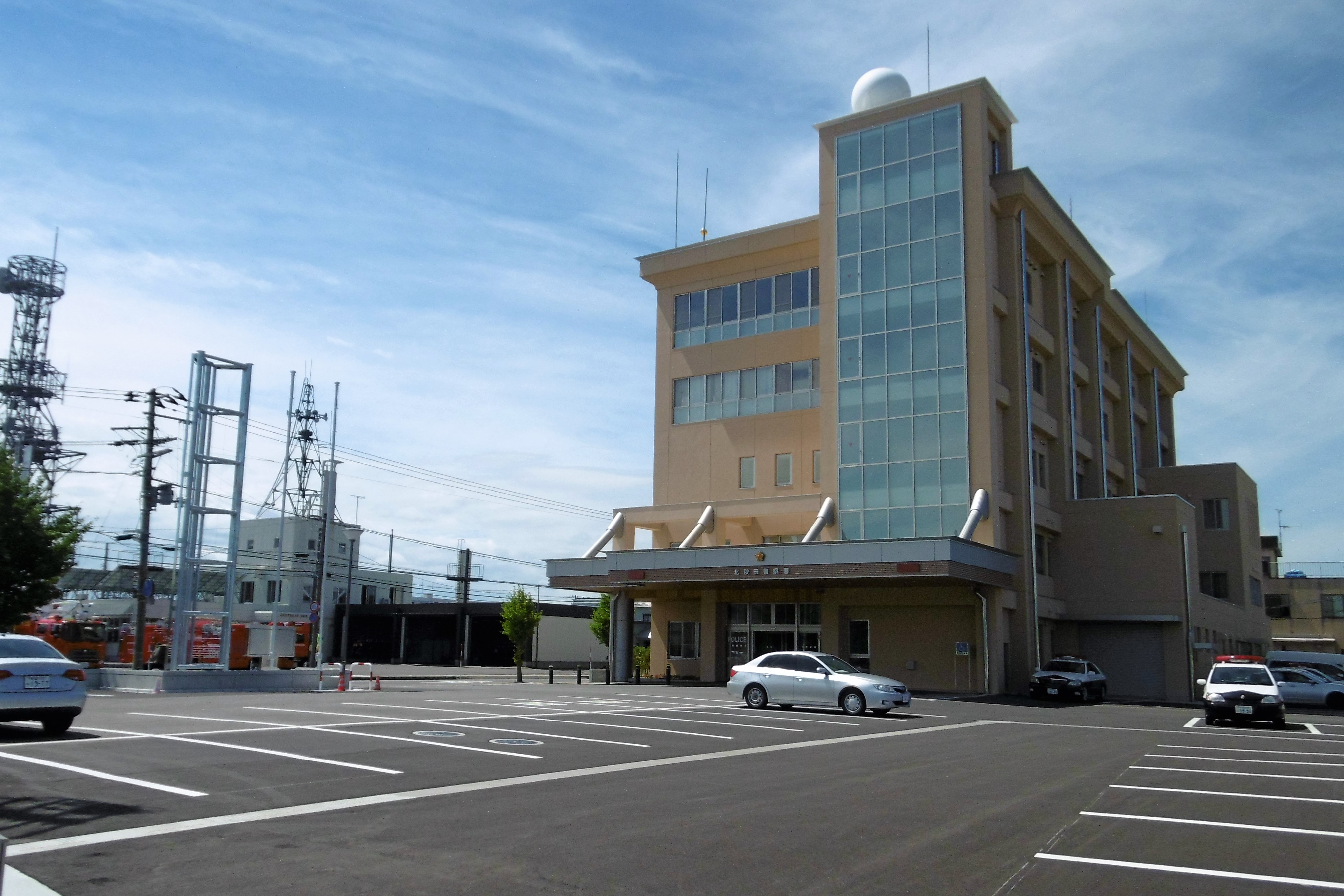
北秋田市消防本部
- 秋田魁新報社 鷹巣支局
- うえだクリニック
- 北秋田保健所
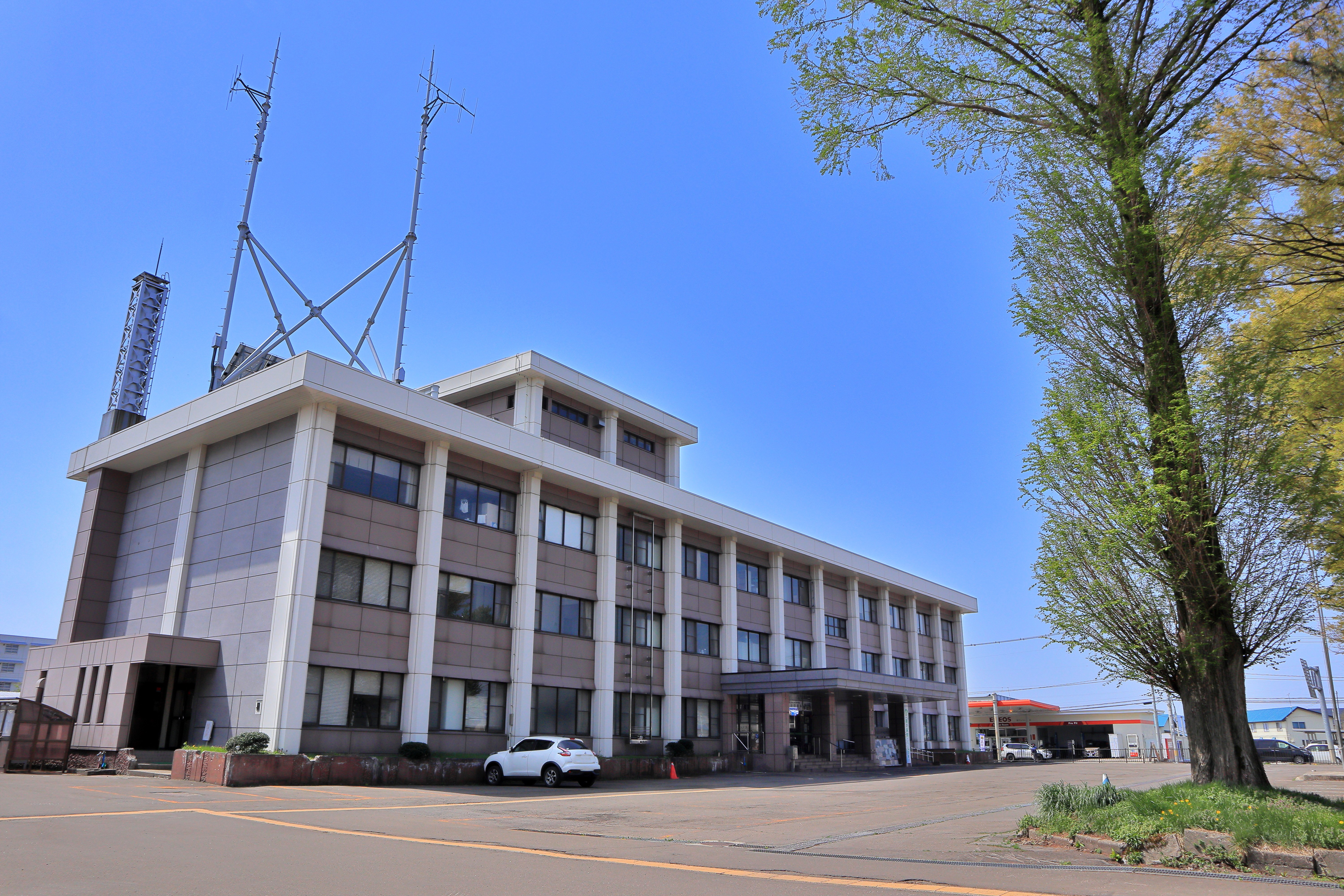
北秋田地域振興局
- 創価学会 鷹巣平和会館
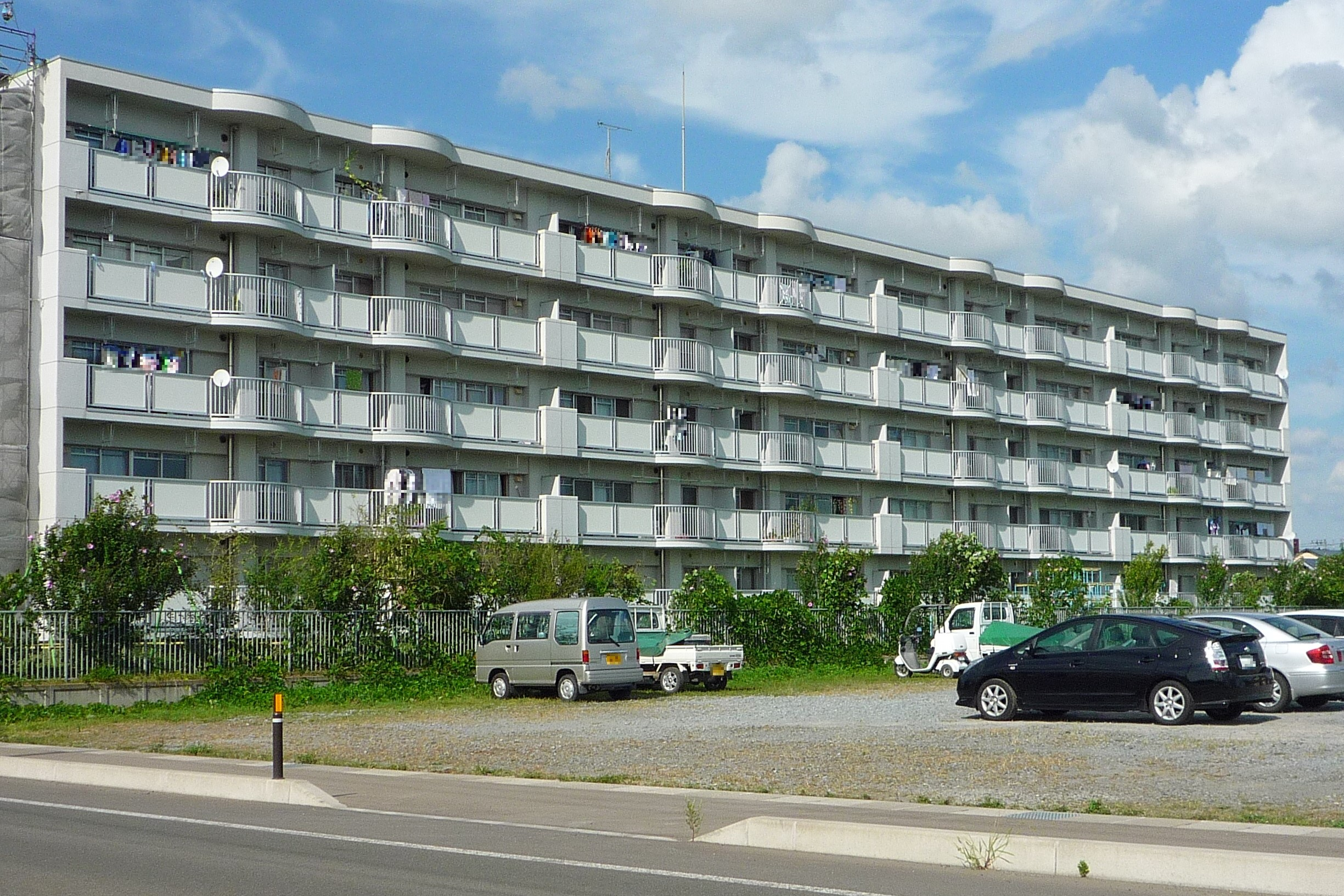
市営 サンコーポラスなかたい住宅
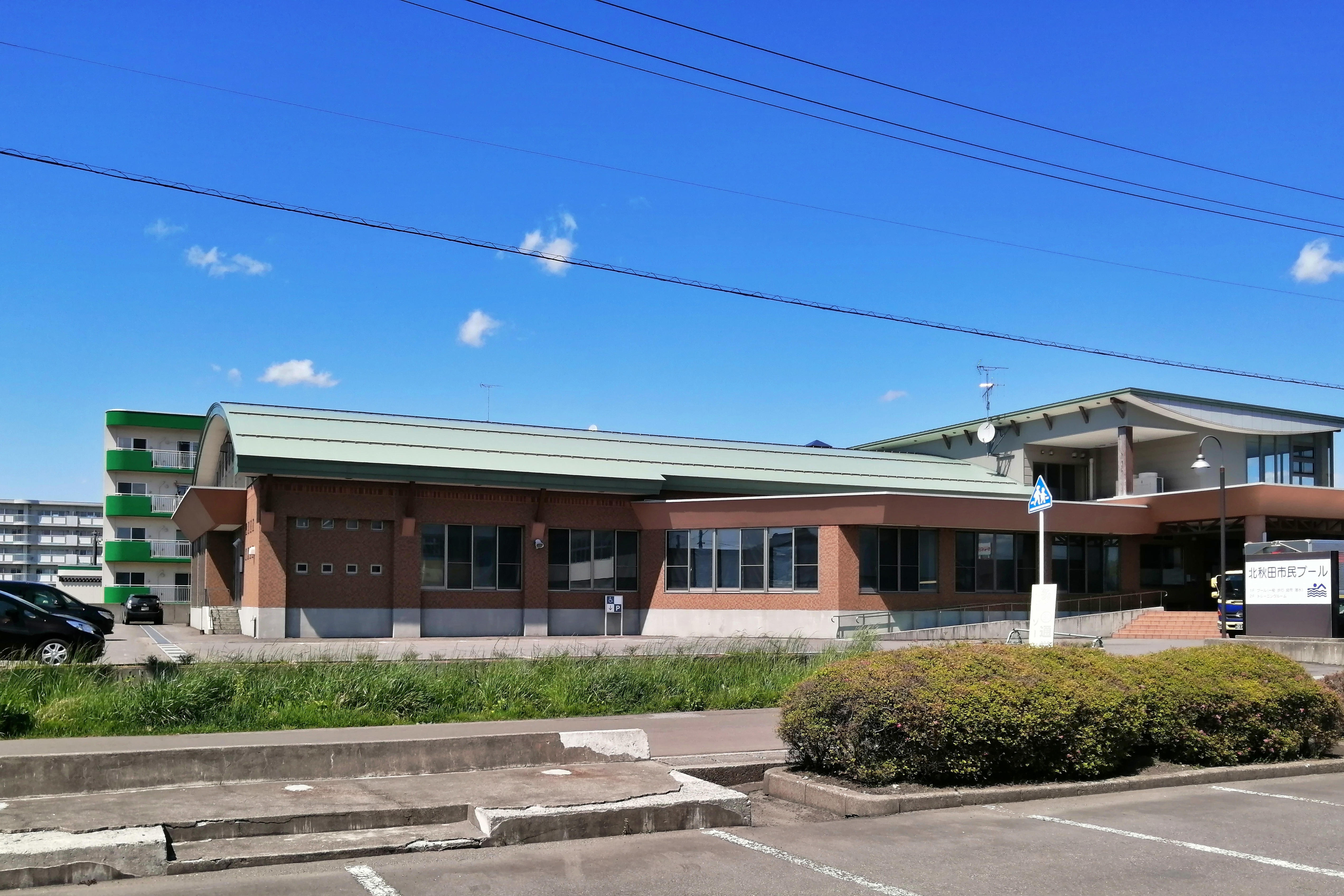
北秋田市民プール
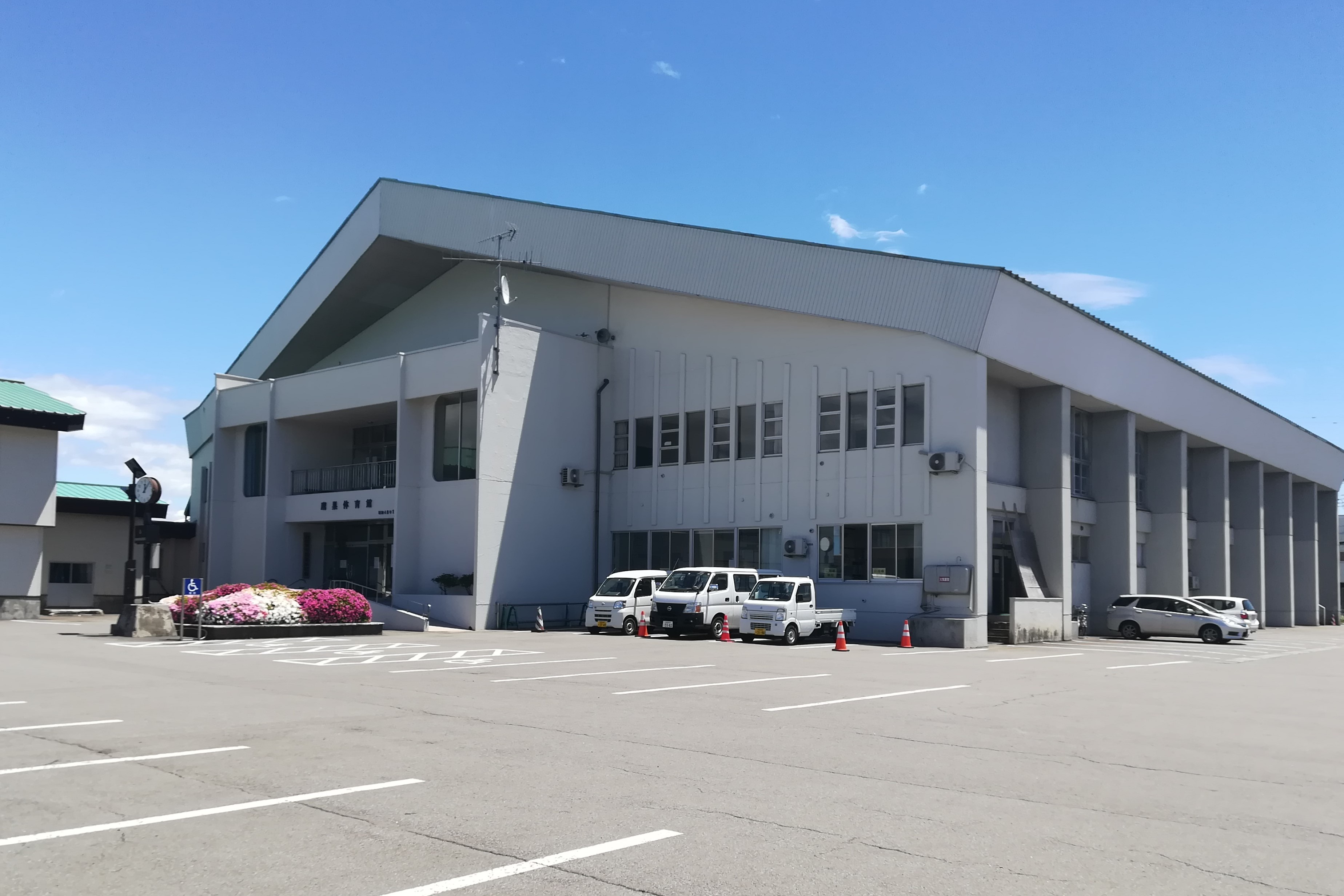
大館公共職業安定所 鷹巣出張所
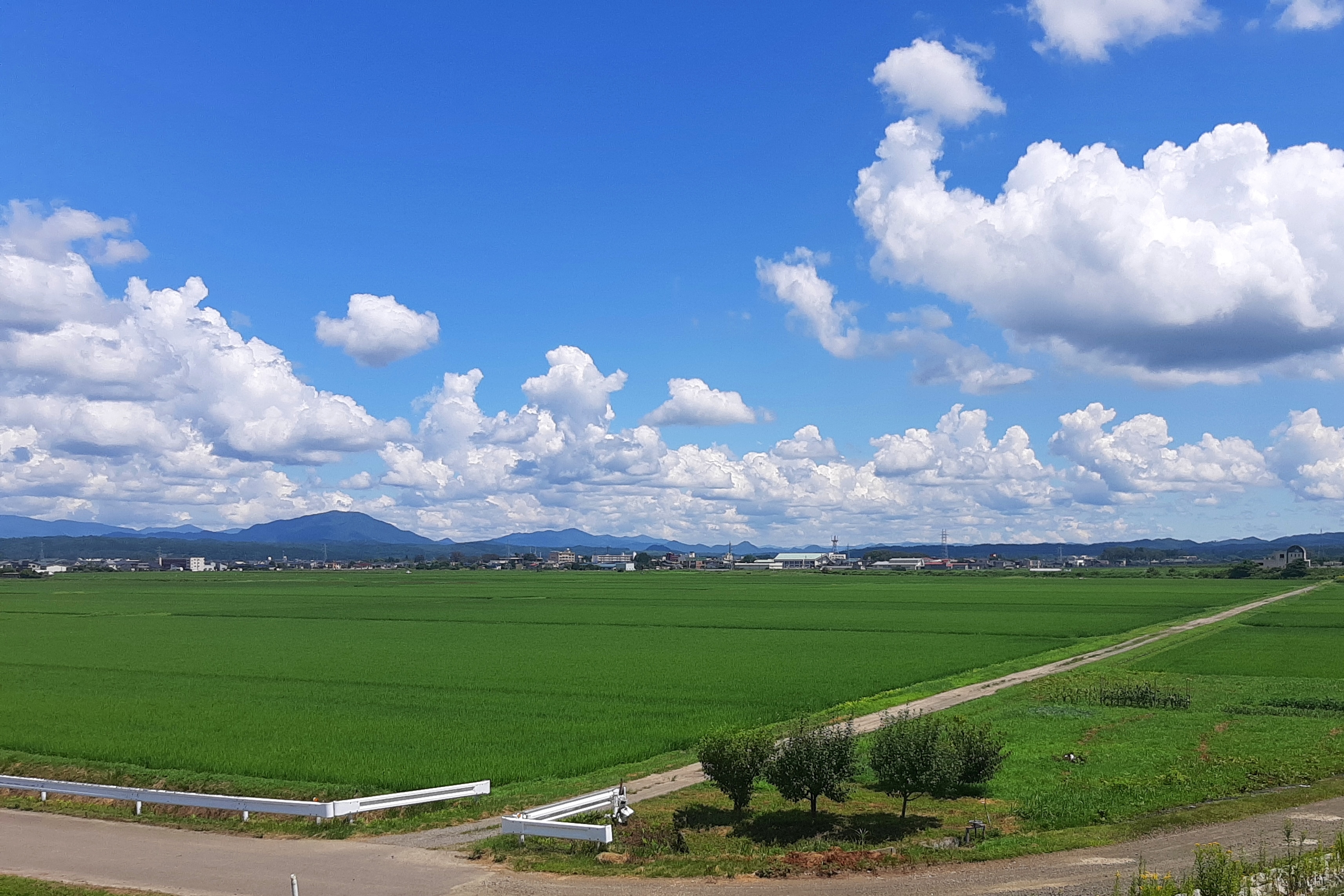
西側の田園地帯
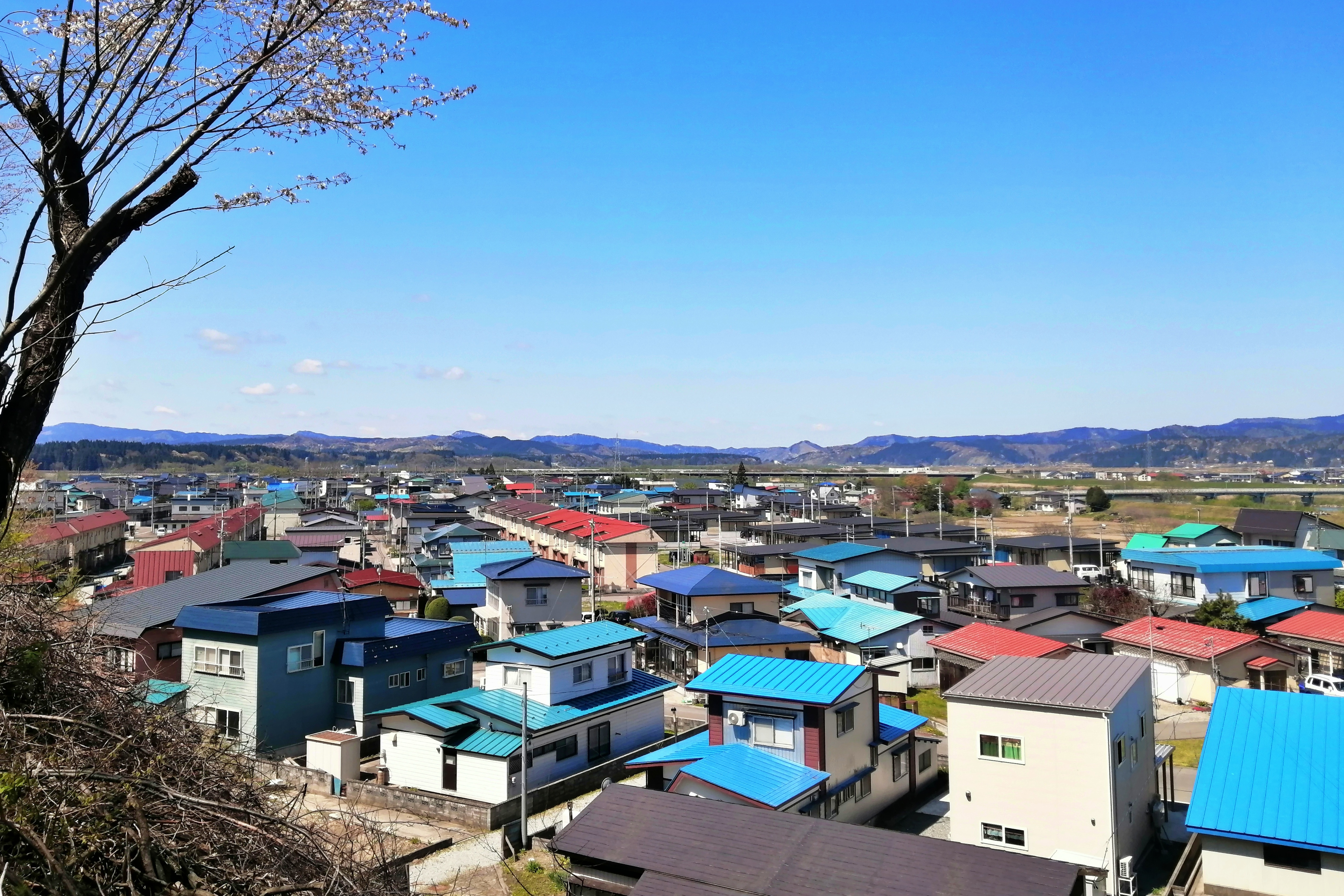
ライオンズの森から望む南鷹巣地区

- 鷹巣体育館
- 北秋田市立鷹巣小学校
- 児玉内科クリニック
- 鷹巣浄化センター
- 北秋田市し尿処理施設
- 米代川河川緑地
- 鷹巣変電所
- 遠藤クリニック
- 南鷹巣簡易郵便局
- 市営 南鷹巣団地

商業施設
- マルホンカウボーイ 鷹巣店
- ファミリーマート 北秋田鷹巣店
- 秋田トヨペット株式会社 鷹巣店
- 薬王堂 北秋田鷹巣店
- 朝日新聞 鷹巣専売所

- 警察署と消防本部
- 北秋田地域振興局
- 市営 サンコーポラスなかたい住宅
- 北秋田市民プール
- 鷹巣体育館
- 西側の田園地帯
- ライオンズの森から望む南鷹巣地区